# Noturus furiosus
Noturus furiosus är en fiskart som beskrevs av Jordan och Meek, 1889. Noturus furiosus ingår i släktet Noturus och familjen Ictaluridae. IUCN kategoriserar arten globalt som otillräckligt studerad. Inga underarter finns listade i Catalogue of Life.